# Passiflora sumatrana
Passiflora sumatrana är en passionsblomsväxtart som beskrevs av Carl Ludwig von Blume. Passiflora sumatrana ingår i släktet passionsblommor, och familjen passionsblomsväxter. Inga underarter finns listade i Catalogue of Life.